# Arboretum Apenninicum
El Arboreto de los Apeninos (en latín: Arboretum Apenninicum) es un arboreto de 9 hectárea de extensión, que está administrado por la Universidad de Camerino, Italia.

## Localización
El arboreto se ubica en Tuseggia, Camerino.
Arboretum Apenninicum, Dipartimento di Scienze Ambientali
Via Pontoni 5, 62032 Camerino  Provincia di Macerata, Marche, Italia.43°7′54.55″N 13°3′49.79″E / 43.1318194, 13.0638306
Está abierto al público todos los días del año.

## Historia
El arboreto fue creado en 1990 por iniciativa de Franco Pedrotti en una zona montana, anteriormente dedicada a la Agricultura, cerca de Camerino. 
Actualmente está desarrollado con un énfasis en el cultivo de representantes de plantas leñosas de la Italia Central, aunque también se cultivan especies exóticas.  

## Colecciones
Sus colecciones incluyen Abies alba, Acer campestre, Ailanthus altissima, Carpinus betulus, Castanea sativa, Corylus avellana, Crataegus monogyna, Juglans regia, Populus tremula, Prunus spinosa, Quercus pubescens, Robinia pseudoacacia, y Spartium junceum. 